# Guy Stockwell
Harry Guy Stockwell (ur. 16 listopada 1933 w Nowym Jorku, zm. 6 lutego 2002 w Prescott) – amerykański aktor.

## Życiorys
Urodził się na Manhattanie w Nowym Jorku jako syn pary aktorskiej i piosenkarskiej – Niny Olivette (z domu Elizabeth Margaret Veronica; 1910–1993) i Harry’ego Baylessa Stockwella (1902–1984), który użyczył głosu postaci księcia w disnejowskim filmie animowanym Królewna Śnieżka i siedmiu krasnoludków. Jego młodszy brat Dean Stockwell (1936–2021) był także aktorem.
W wieku dziesięciu lat trafił na Broadway w roli Edwarda Thorntona w przedstawieniu Richarda Hughesa Orkan na Jamajce (1943). Mając 11 lat wystąpił jako Oliver Blachman w broadwayowskim przeboju Kurczak co niedziela (1944). Jako 13–latek zadebiutował przed kamerami w dramacie Zielone lata (The Green Years, 1946) z Charlesem Coburnem, a rok później dostał dwie niewymienione role w komediodramacie sportowym Potężny McGurk (The Mighty McGurk, 1947) u boku Wallace’a Beery’ego i jako Joe w westernie Romans z Rosy Ridge (The Romance of Rosy Ridge, 1947) o społeczności wiejskiej, która jest głęboko podzielona po amerykańskiej wojnie secesyjnej na podstawie powieści MacKinlaya Kantora z udziałem Thomasa Mitchella, Vana Johnsona i Janet Leigh. 
Uczęszczał do szkoły MGM, po czym rozpoczął naukę w prywatnej szkole katolickiej dla chłopców Loyola High School w Los Angeles, którą ukończył z wyróżnieniem. Następnie studiował na Uniwersytecie Kalifornijskim, gdzie specjalizował się w psychologii i filozofii. Później uczył i pełnił funkcję administratora w systemie szkolnym w hrabstwie Placer w Kalifornii, a w 1958 zaczął uczyć aktorstwa w Valley Playhouse w Harrisonburg w stanie Wirginia, gdzie wziął udział w spektaklu Hermana Melville’a Billy Budd, który zebrał entuzjastyczne recenzje, i wyreżyserował przedstawienie Głębia dolna Maksyma Gorkiego, co ugruntowało jego reputację w teatrze w Los Angeles.
Powrócił na kinowy ekran w komedii romantycznej  Charlesa Waltersa Jak zdobyć męża (Ask Any Girl, 1959) z Shirley MacLaine. Od 1 października 1961 do 1 kwietnia 1962 grał postać Chrisa Parkera w serialu ABC Przygody w raju (Adventures in Paradise). W 1963 został jednym z 11 wykonawców tworzących zespół The Richard Boone Show, telewizyjny odpowiednik teatru repertuarowego, w którym członkowie obsady odgrywali role praktycznie we wszystkich sztukach z serii antologii.
Stockwell w późniejszych latach swojego życia chorował na cukrzycę i zmarł 6 lutego 2002 w Prescott w stanie Arizona z powodu jej powikłań w wieku 68 lat.

## Filmografia

### Filmy
- 1959: Jak zdobyć męża (Ask Any Girl) jako przyjaciel
- 1960: Nie jedzcie stokrotek (Please Don’t Eat the Daisies) jako młody mężczyzna
- 1967: Tobruk jako porucznik Mohnfeld
- 1974: Port lotniczy 1975 (Airport 1975) jako pułkownik Moss
- 1990: Columbo na uczelni (Columbo: Columbo Goes to College, TV) jako właściciel klubu

### Seriale
- 1960: Strzały w Dodge City (Gunsmoke) jako Sandy King / Lee
- 1964: Bonanza jako Johnny Chapman
- 1967: Ironside jako Paul Bridger
- 1969: Bonanza jako John Deegan
- 1971: Mannix jako Glen Fielding
- 1976: Ulice San Francisco (The Streets of San Francisco) jako Frank Kyd
- 1979: Jak zdobywano Dziki Zachód (How the West Was Won) jako szeryf Andrews
- 1981: Magnum jako Dick McWilliams
- 1982: Opowieści złotej małpy (Tales of the Gold Monkey) jako Sean Flynn / kapitan Ahab
- 1983: Nieustraszony (Knight Rider) jako Zachary Sloate / Riggins
- 1987: Napisała: Morderstwo (Murder, She Wrote) jako Dorn Van Stotter
- 1987: Matlock jako szef Johnson
- 1988: Napisała: Morderstwo (Murder, She Wrote) jako Elmo Banner
- 1989: Zagubiony w czasie (Quantum Leap) jako Jake Edwards
- 1990: Napisała: Morderstwo (Murder, She Wrote) jako emerytowany detektyw Bert Kravitz